# 蔵元三四郎
蔵元 三四郎（くらもと さんしろう、1956年 - ）は、日本の脚本家。日本脚本家連盟理事。鹿児島県出生、兵庫県神戸市育ち。追手門学院大学文学部心理学科卒業。

## 略歴
小川英が主宰する脚本家育成塾「英塾」の1期生。1985年に小川がメインライターを務めていた刑事ドラマ『太陽にほえろ!』で脚本家デビューする。それ以降、刑事ドラマや時代劇、サスペンス作品の脚本を担当している。
1994年、師である小川の死去後、テレビドラマ界から離れ、クイズ番組の構成やアニメ、ゲームソフト、舞台、出版プロデュースなどに進出した。
2001年にインターネット塾「シナリオ実践塾クラム」を開設した。「育てて売り込む」をスローガンに後輩脚本家の育成にあたっている。育てた塾生たちが懸賞公募で受賞したり活躍しているが、運営しているネット塾のホームページでは明かしていない。
塾開設と同時に、塾生たちとの共作で文士劇の舞台台本を手掛け、衆参議院の政治家やベンチャー企業創業者などと「世直し劇」を始め、プロデューサーの大谷哲郎と演出も担当している。
世直し劇に出演した国会議員は毎回50名以上になり、民主党の菅直人、原口一博、枝野幸男、野田佳彦、河村たかし、自民党の河野太郎、石原伸晃、中川昭一、渡辺喜美、大村秀章など若手議員が多い。ベンチャー企業家としては、ソフトバンクの孫正義、旅行代理店HISの澤田秀雄、人材派遣業「パソナグループ」の南部靖之などがいる。写真家の長島義明が舞台裏の写真を公開している。
2006年からインターネット上で新たに「ネットドラマ」を開始した。クラムのウェブサイトでは「久々の塾長単独執筆」と告知されている。

## 担当作品

### テレビドラマ
- 太陽にほえろ!（1985年 - 1986年、NTV）
- 遠山の金さん（1985年、ANB）
- 西村京太郎サスペンス（1986年、関西テレビ）
- 太陽にほえろ! PART2（1987年、NTV）
- ジャングル / NEWジャングル（1987年 - 1988年、NTV）
- 夏樹静子サスペンス（1987年、関西テレビ）
- 銭形平次（1987年、NTV）
- 現代恐怖サスペンス（1987年、関西テレビ）
- 三匹が斬る!（1988年、ANB）
- 長七郎江戸日記（1988年 - 1991年、NTV）
- 隠密・奥の細道（1988年、TX）
- 名奉行 遠山の金さん（1989年 - 1990年、ANB）
- 八百八町夢日記（1989年 - 1992年、NTV）
- ザ・刑事（1990年、ANB）
- 鬼平犯科帳（1990年、フジテレビ）
- 刑事貴族（1990年、NTV）
- 暴れん坊将軍（1991年 - 1992年、ANB）
- 将軍家光忍び旅（1990年、ANB）
- おらんだ左近秘剣帳（1991年、TX）
- 真夏の刑事（1992年、ANB）
- 徳川無頼帳（1992年、TX）
- 火曜サスペンス劇場（1992年、NTV）
- 闇を斬る!大江戸犯科帳（1993年、NTV）
- 江戸の用心棒（1994年-1995年、NTV）
- 姫将軍大あばれ（1995年、TX）

### ゲームソフト
- 信長秘録 下天の夢（1997年）

### アニメ
- 火魅子伝（1999年）

### 舞台
- 大衆演劇まつり「女形気三郎」全国巡業（1994年）
- 平成幕末世直し劇「敬天愛人」明治座（2003年）
- 平成幕末世直し劇「幕末早慶戦 大隈重信と福沢諭吉」日比谷公会堂（2005年）
- 平成幕末世直し劇「草莽崛起! 高杉晋作と奇兵隊」日比谷公会堂（2007年）

### WEBドラマ
- 夏のゆずりは（2006年11月 - ）　※インターネットシネマ

### モバイルドラマ
- 下町探偵物語 〜マリアを探せ!〜（2008年 - ）
- 怪盗アリス（2008年 - ）
- 下町探偵物語 2 〜浮気はやめて!〜（2009年 - ）